# Simulium nunesdemelloi
Simulium nunesdemelloi är en tvåvingeart som beskrevs av Hamada, Pepinelli och Hernandez 2006. Simulium nunesdemelloi ingår i släktet Simulium och familjen knott. Inga underarter finns listade i Catalogue of Life.